# Mellicta iberanana
Mellicta iberanana är en fjärilsart som beskrevs av Ruggero Verity 1930. Mellicta iberanana ingår i släktet Mellicta och familjen praktfjärilar. Inga underarter finns listade i Catalogue of Life.